# Combat de l'USS United States et du HMS Macedonian
Guerre anglo-américaine de 1812
Batailles
m
Batailles navales :
- Océan Atlantique

- USS Essex et HMS Alert (en)
- USS Constitution et HMS Guerriere (en)
- HMS Frolic et USS Wasp (en)
- USS United States et HMS Macedonian
- USS Constitution et HMS Java
- USS Hornet et HMS Peacock (en)
- Bataille de la rivière Rappahannock (en)
- HMS Shannon et USS Chesapeake
- Capture du HMS Dominica (en)
- USS Argus et HMS Pelican
- HMS Boxer et USS Enterprise (en)
- Capture de l'USS Frolic
- HMS Epervier et USS Peacock (en)
- USS Wasp et HMS Reindeer (en)
- USS Wasp et HMS Avon (en)
- Bataille de Fayal (en)
- Capture de l'USS President (en)
- HMS Cyane, HMS Levant et USS Constitution (en)
- HMS Penguin et USS Hornet (en)
- Nautilus et USS Peacock (en)

- Côte est des États-Unis

- Baie de la Chesapeake (en)
- Alexandria (en)
- Baltimore
- Hampden (en)
- Fort Peter

- Grands Lacs/Fleuve Saint-Laurent

- Lac Ontario (en)
- Sackets Harbor (1re) (en)
- York
- Fort George (en)
- Sackets Harbor (2e) (en)
- Lac Érié
- Fort Oswego (en)
- Lac Huron (en)
- Lac Champlain

- Caraïbes/Golfe du Mexique

- La Guaira (en)
- Fort Bowyer (1re)
- 13 décembre 1814 (en)
- Lac Borgne
- La Nouvelle-Orléans
- Fort St. Philip
- Fort Bowyer (2e)

- Océan Pacifique

- James Island (en)
- Charles Island (en)
- Nuku Hiva
- Valparaiso (en)

Le combat de l'USS United States et du HMS Macedonian est une bataille navale livrée le 25 octobre 1812, pendant la guerre anglo-américaine de 1812, qui oppose l'Empire britannique aux États-Unis. Le navire américain USS United States (1797) commandé par Stephen Decatur sort victorieux d’une longue bataille sanglante contre le HMS Macedonian sous le commandement de John Surman Carden (en). Le HMS Macedonian est le premier navire de guerre britannique à jamais être ramené dans un port américain après sa capture.

## Prélude
Les États-Unis déclarent la guerre au Royaume-Uni de Grande-Bretagne et d'Irlande le 18 juin 1812. Les frégates USS United States et USS Congress et le brick USS Argus rejoignent l’escadre du commodore John Rodgers à New York. L’escadre est chargée de patrouiller au large de la côte est jusqu'à la fin août. L'escadre reprend la mer le 8 octobre 1812, cette fois de Boston. Trois jours plus tard, après la capture du HMS Mandarin (1810) (en), le USS United States se sépare de l’escadre et continue sa patrouille vers l'est.

## Le combat
À l'aube, le 25 octobre, à cinq cents miles au sud des Açores, les vigies de l'USS United States aperçoivent une voile à 12 miles (19 kilomètres). Alors que le navire se lève sur l'horizon, le capitaine Decatur reconnaît les lignes familières du HMS Macedonian, qui navigue en direction de sa station dans les Antilles.

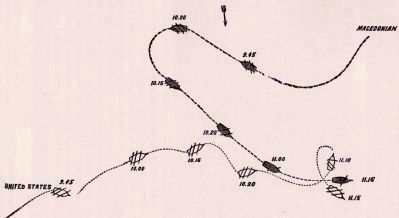
Manœuvres de l'USS United States et du HMS Macedonian, lors de la bataille.

Les deux navires se préparent immédiatement pour le combat et les manœuvres débutent à 09h00. Le capitaine John Surman Carden (en) ne veut pas prendre le risque de traverser le rayon de portée de tir de l'USS United States et choisit de naviguer sous le vent dans une direction parallèle au navire américain. Pour sa part, Stephen Decatur se prépare à engager le HMS Macedonian d'assez loin, où ses canons de 24 livres ont l'avantage sur les canons de 18 livres Britanniques.
La tournure de la bataille se développe selon le plan de Decatur. L'USS United States fait feu en premier à 09h20 en tirant une première bordée, mais qui n'atteint pas sa cible. Le HMS Macedonian répond immédiatement par un tir qui endommage un espar de l’USS United State. La seconde bordée de Decatur détruit le mât d'artimon supérieur de la Macédonienne donnant ainsi l'avantage de manœuvre à la frégate américaine. L'USS United States manœuvre afin de se retrouver sur le tribord arrière du HMS Macedonian et continue à cribler de tir la frégate méthodiquement,.
À midi, le HMS Macedonian est entièrement démâté et lorsque l’USS United States s’approche pour tirer une autre bordée, Carden lève ses couleurs afin de se rendre. Plus d'une centaine de boulets sont logés dans la coque du navire britannique et ce dernier compte plus d'une centaine de victimes, un tiers de son équipage, alors que l'USS United States ne compte que douze morts. En raison de la plus grande portée de ses canons l'USS United States a tiré soixante-dix bordées contre une trentaine pour le HMS Macedonian, sortant relativement indemne de la bataille,.

## Conséquences
Les deux navires stationnent l'un à côté de l'autre pendant plus de deux semaines, en attendant que les réparations du HMS Macedonian lui permettent de faire voile. L'USS United States et sa prise arrivent à Newport, le 4 décembre, accueillis en héros. Le capitaine Decatur et son équipage reçoivent un éloge spécial du Congrès des États-Unis et du président James Madison. Le HMS Macedonian est par la suite intégré à la marine américaine et rebaptisé l'USS Macedonian. Il effectue une carrière longue et honorable sous le drapeau américain.
Après réparation, l’USS United States quitte New York le 24 mai 1813, accompagné de l'USS Macedonian et du sloop USS Hornet. Le 1er juin, les trois navires se retrouvent bloqués à New London, par une puissante escadre britannique. L’USS United States et l'USS Macedonian y resteront jusqu'à la fin de la guerre. L'USS Hornet réussit à se glisser à travers le blocus le 14 novembre 1814 et à reprendre la mer. Stephen Decatur est transféré avec ses officiers et son équipage sur la frégate USS President au printemps de 1814.